# Cholamonas cyrtodiopsidis
Cholamonas cyrtodiopsidis ist ein Flagellat aus der Gruppe der Cercomonadida. Es ist die einzige Art der Gattung Cholamonas und lebt im Verdauungstrakt von Stielaugenfliegen.

## Merkmale
Cholamonas besitzt als einziger Vertreter der Cercomonadida vier Geißeln: zwei lange (ein bis 1,5 mal die Körperlänge) und zwei kurze. Sie setzen subapikal an den Zellen an. Die kurzen Geißeln besitzen sehr kurze Axonemata, die aus neun einzelnen Mikrotubuli bestehen.
Die Zellen sind 5 bis 8 Mikrometer lang und 2 bis 5 Mikrometer breit. Sie besitzen keine Zellhülle und einen Zellkern, der in engem Kontakt mit den Basalkörpern steht. Vor dem Zellkern befinden sich Dictyosomen, hinter ihm ein netzförmiger, paranukleärer Körper (Microbody). Im Cytoplasma befinden sich zwei Typen von lichtbrechenden Körnern, die den „pilzähnlichen Körpern“ von Katabia entsprechen.
Die Zellen besitzen im trophischen Zustand in Längsrichtung in der Zellperipherie angeordnete Mitochondrien. Diese haben Cristae vom Röhrentyp. Kontraktile Vakuolen sind nicht bekannt. Die Kinetiden besitzen eine oder mehrere nach hinten gerichtete, zusammengesetzte Wurzeln; zudem fehlt ihnen ein Mikrotubuli-Kegel um den Zellkern. Jede Kinetide besteht aus zwei symmetrischen Untereinheiten, die jede zwei Basalkörper besitzt. Mit den Basalkörpern sind weitere Fasern und Bänder assoziiert.
Pseudopodien werden nur kurzfristig ausgebildet im hinteren Zellbereich zum Zeitpunkt der Nahrungsaufnahme.

## Lebensweise und Ernährung
Cholamonas lebt als einziger Vertreter der Cercomonadida endobiotisch im Verdauungstrakt einer Stielaugenfliegen-Art. Hier ernährt sie sich von Hefen, die durch rasche Bildung von Pseudopodien aufgenommen werden.

## Systematik
Die Gattung wird aufgrund einiger Ultrastruktur-Merkmale in die Ordnung der Cercomonadida gestellt: das Vorhandensein eines Microbody und die Kinetid-Struktur. Durch das Fehlen eines Mikrotubuli-Kegels und die nur zeitweise Bildung von Pseudopodien könnte sie der Gattung Heteromita nahestehen und wird deshalb in die Familie Heteromitidae gestellt.
Die Gattung war weder in der molekulargenetischen Untersuchung der Cercozoa von Cavalier-Smith und Chao noch von Bass et al. einbezogen.

## Belege
- Alexander P. Myl'nikov, Serguei A. Karpov: Review of diversity and taxonomy of cercomonads. In: Protistology. Bd. 3, Nr. 4, 2004, ISSN 1680-0826, S. 201–217, online (PDF; 249 kB).
- Martin Flaven, Charles J. O’Kelly, Thomas A. Nerad, Gerald Wilkinson: Cholamonas cyrtodiopsidis gen. n., sp. n. (Cercomonadida), an Endo-commensal, Mycophagous Heterotrophic Flagellate with a Doubled Kinetid. Acta Protozoologica, Band 39, 2000, S. 51ff.